# Прогресс (Краснокутский район)
Прогресс (укр. Прогрес), село, 
Алексеевский сельский совет,
Краснокутский район,
Харьковская область.
Код КОАТУУ — 6323580309. Население по переписи 2001 года составляет 106 (45/61 м/ж) человек.

## Географическое положение
Поселок Прогресс находится на расстоянии в 2 км от реки Грузская, недалеко от её истоков.
На расстоянии в 2 км от посёлка расположены сёла Настеньковка и Трудолюбовка (Коломакский район).

## История
- 1926 — дата основания.

## Достопримечательности
- Братская могила советских воинов. Похоронено 87 воинов.